# Franz Benda
Franz (František) Benda (Staré Benátky, 1709. november 30. – Potsdam, 1786. március 7.) cseh zeneszerző, hegedűs, Georg Anton Benda bátyja.

## Élete és munkássága
1709-ben született egy kis csehországi faluban, születésének pontos dátuma ismeretlen. November 25-én keresztelték meg és a korabeli szokás az volt, hogy általában a születés utáni harmadik nap vitték el a templomba az újszülöttet, ez alapján valószínűsíthető a november 22-ei dátum.
Először hegedülni tanult, majd 1718-tól a prágai Szent Miklós templomban énekelt. 1733-ban elhagyta Csehországot és Drezdába utazott, ahol tovább folytatta hangszeres tanulmányait, majd nemsokára kis társaságot gyűjtött maga köré, ismerőseiből zenekart alapított: ünnepek, vásárok alkalmával léptek fel falvakban, városokban. Bebarangolták egész Poroszországot és Kelet-Európát, majd Benda visszatért a cseh fővárosba.
Innen Bécsbe utazott, majd Varsóban működött két évet, mint Kapellmeister. Annak ellenére, hogy megfelelő zenei képzésben nem részesült, hegedűjátéka egészen kiváló volt. Ez keltette fel II. Frigyes porosz király figyelmét is, aki meghívta hercegi zenekarába Rheinsbergbe. Itt alapos zenei képzésben részesült a Graun fivérektől, majd Frigyes trónra kerülésekor követte az uralkodót Berlinbe.
Haláláig a porosz királyi zenekar tagja volt, 1770-től a zenekar vezetője lett. Közben a berlini zenei élet kiemelkedő személyisége vált belőle, aki II. Frigyes kedvenc zenésze révén gyakran kísérte hegedű játékával az uralkodót. 1786-ban Potsdamban hunyt el. Fiai Friedrich Wilhelm és Carl Hermann szintén zenei pályára léptek. Carl Hermann neves színpadi szerző lett, Friedrich Wilhelm pedig a királyi zenekar vezetőjévé lépett elő apja halála után.
Franz Johann Gottlieb Graun, II. Frigyes és Johann Joachim Quantz stílusában komponált. Zenéje kevésbé eredeti, de ennek ellenére jelentős alkotó volt, aki elsősorban hegedűműveivel alkotott jelentőst. Művei közül talán a hegedűszonátái a legjelentősebbek. Ezekből több mint 140-et vetett papírra, kizárólag saját használatra. A partitúrákon olykor a hegedű vagy fuvola megjelölés szerepel, nyilán Nagy Frigyes használatára is keletkeztek.
A darabokra a három tételesség a jellemző, de a lassú tétel sokszor nyitó, nem pedig középtétel. A művek átmenetet képeznek a barokk és a klasszicista zene között. A folyamatos dallam vezetés mellett már megfigyelhető a visszatérő motívumok periodikus ismétlődése is. A záró tételek mindig gyorsak, általában tánc jellegűek. A szonáták túlnyomó többségénél a minden tételhez a hegedűszólam egy kidíszített változata tartozik.